# 里夫涅 (穆羅瓦尼庫里利夫齊區)
48°37′46″N 27°34′15″E / 48.62944°N 27.57083°E
里夫涅（烏克蘭語：Рівне），是烏克蘭的村落，位於該國西南部文尼察州，由莫希利夫-波季利斯基區負責管轄，面積2.6平方公里，海拔高度188米，2001年人口971，人口密度每平方公里372.89人。